# یانگ ام.ای
کاتورا ماررو (به انگلیسی: Katorah Marrero) (زاده ۳ آوریل ۱۹۹۲)، با نام هنری یانگ ام.ای (به انگلیسی: Young M.A) شناخته می‌شود، یک خواننده رپ و کارآفرین آمریکایی است.
یانگ ام. ای پس از موفقیت در اولین تک آهنگ خود، نامزد دریافت جایزه بهترین هنرمند سال تئوری بی‌ئی‌تی و ام‌تی‌وی و بهترین هنرمند زن هیپ هاپ سال شد. او شروع به حضور در جلد مجلات کرد. او در کمپین‌های تبلیغاتی جهانی گوگل پیکسل، بیتس بای دره و پاندرا حضور داشته‌است. او در برنامه‌های تلویزیونی مختلفی حضور داشته و در کنار آلیشیا کیز در نمایش امشب با بازی جیمی فلن بازی کرده‌است.

## اوایل زندگی
کاتورا ماررو در ۳ آوریل ۱۹۹۲ در نیویورک متولد شد. مادر او جاماییکایی و پدرش پورتوریکویی است.